# 恐惧
恐懼（英語：Fear）是對感知或識別危險或威脅的一種強烈不愉快的情緒。恐懼會導致生理變化，可能會產生行為反應，例如做出攻擊性反應或試圖逃離威脅。人類的恐懼可能是對當下發生的某種刺激的反應，或者是對未來威脅的預期或期望，這些威脅被認為是對自己的風險。恐懼反應源於對危險的感知導致對抗或逃避/避免威脅（也稱戰鬥或逃跑反應），在恐懼的極端情況下，可能會導致身心狀態僵化或癱瘓。
在人類和其他動物中，恐懼由認知和學習等過程調節。因此，恐懼被判斷為理性或適當和非理性或不適當。非理性的恐懼被稱為恐懼症。
恐懼與焦慮情緒密切相關，焦慮是由於被認為無法控制或不可避免的威脅而發生的。 恐懼反應透過產生適當的行為反應來為生存提供協助，因此它在整個演化過程中一直被保留下來。 社會學和組織研究還表明，個人的恐懼不僅取決於他們的本能，而且還受到他們所身處的社會關係和文化的影響，這些關係和文化指導他們理解恐懼的時間和程度。
恐懼有時被認為是勇氣的反面。然而，這是不正確的。因為勇氣是一種面對逆境的意願，恐懼是使勇氣的鍛煉成為可能的條件的一個例子。

## 恐惧的原因
一般人對特定的環境或事物會產生恐懼心理，例如黑暗、高處（高樓、飛機）、水中央（船上）、火等產生自然的恐懼反應，面對陌生的少見的事物害怕被傷害（被咬）。這些恐懼源於人類在原始社會在野外生活的狀態，是人類適應大自然的本能反應。
一般而言，恐惧是面对危险时为了生存而进行防御或逃跑的本能行为，通常是对突然的响动、突然出现的陌生人、有毒动物、大型食肉动物等特定刺激的反应。许多动物都能表现出恐惧，在人类而言常常与个体性格有关，例如大部分人和黑猩猩看见毒蛇会感到恐惧而看见蟑螂不会感到恐惧，但少数人会对蟑螂表现出强烈的恐惧。
生命受到威胁引起的恐惧称为恐怖。黑暗中的墓穴、流血的尸体、手持凶器的歹徒等与死亡有关的事物能够导致恐怖。
1920年进行的“小艾伯特實驗”（Little Albert experiment）片面证实了可以通过后天培养让人类婴儿对其本来不惧怕的物体产生恐惧感，类似的研究也证实了可以让人对动物、高层建筑、花、云等事物产生恐惧感。在实验对象感到恐惧时，观察到大脑边缘的活动加强。这些研究为“恐惧来自对事物的认识方式”提供了依据。但是许多使人类感到恐怖的因素目前还没有因社会的进步、价值观的发展而改变，例如从古至今人类对瘟疫的恐怖：中世纪的鼠疫、近代的天花、近现代的流行性感冒。
有一种观点认为，突然的响声、可怕的场面等容易引起心率改变，心动过速会引起似乎被追赶的心悸感（例如中医有“心动过速者，惕惕然如人将捕之”之说），心动过慢或早搏则会引起心悬空、心下沉等心悸感。一般的人在白天清醒时心动过速、过慢通常只引起两种不同的心悸感，很少会引起恐惧感；而心理素质不好的人、心功能不正常的人、心脏病患者或在睡眠中的人发生心动过速、过慢就会引起恐惧感，也就是通常所说的恶梦。

## 恐惧的反应
人在感到恐惧后的正常反应是：肾上腺素大量释放，身体进入应急状态，心跳加快、血压上升、呼吸加深加快；肌肉（尤其是下肢肌肉）供血量增大，以供逃跑或抵抗；瞳孔扩大、眼睛大张，以接收更多光线；大脑释放多巴胺类物质，精神高度集中，以供迅速判断形势。人在恐惧时胃粘膜变白、胃酸停止分泌，可引起消化不良。消极的情绪常引起肌肉收缩甚至引发痉挛疼痛。现代医学研究已知不良情绪与癌症、糖尿病、风湿病心血管疾病等严重危害人生命的疾病发生、发展密切相关。
人类及类人猿等动物感到恐惧时常会发出尖叫声。对动物的观察表明，群居动物的某一个体看到天敌而发出尖叫后，其同类能根据尖叫的示警迅速逃跑。

## 心理学定义
在心理学中，恐惧与焦虑及敌视被誉为心理学的重要元素，亦是神经症构成的重要组成部分。恐惧与焦虑都是对危险的情感反映，并都伴随着生理上的感觉，但两者虽然接近却有着本质上的区别。
DSM-IV-TR定义了两类恐懼症：社交恐惧症和特殊恐惧症。
1. 社交恐惧症（social phobia）是个人对可被他人观察到的公众场合感到的持久而非理性的恐惧。
2. 特殊恐惧症（specific phobia）是个人于对若干特殊类型的物体或情境感到恐惧。

沒有不必要的擔心、焦慮與恐懼，是健全的心理包含的特性之一。

## 社会现象
近代以来，致力于使读者、觀眾感到恐惧的恐怖小说、恐怖电影、恐怖漫画、驚悚遊戲等得到長足的發展，許多人樂於欣賞恐怖題材的文學作品、影視作品與ACG作品。心理學一般認為這滿足了人們在平凡安定的生活中尋求刺激的需要。也有觀點認為這和感到恐懼時釋放的多巴胺能產生興奮有關。亦有人以驚嚇他人、觀看他人恐懼的模樣為樂。

## 延伸阅读
[在维基数据编辑]
 《欽定古今圖書集成·明倫彙編·人事典·恐懼部》，出自陈梦雷《古今圖書集成》